# Klassenstrijd

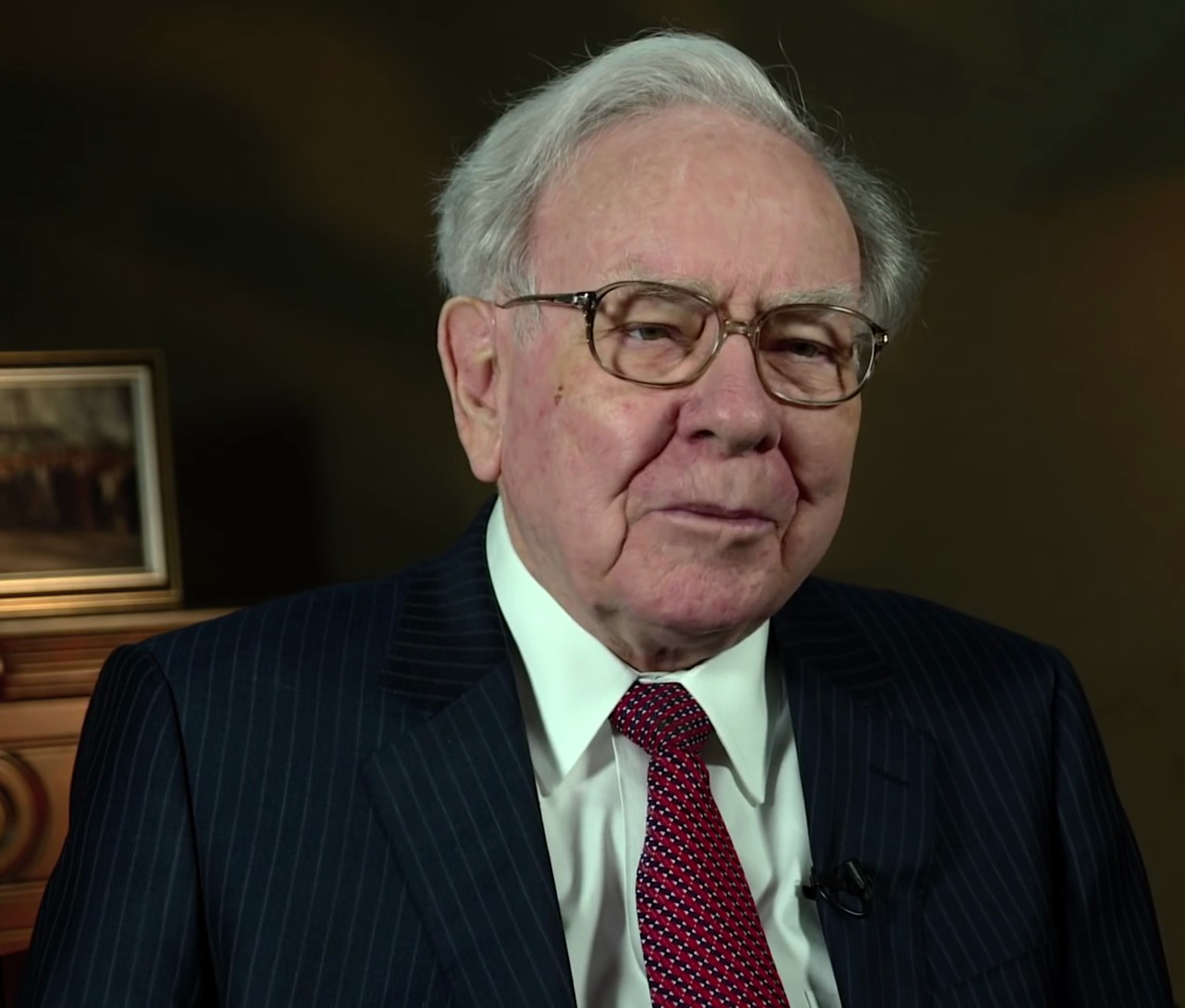
Er is wel degelijk klassenstrijd gaande, maar het is mijn klasse, de rijken, die de strijd voeren, en we zijn aan de winnende hand — Warren Buffett in een pleidooi tegen het voortrekken van zijn klasse in het Amerikaanse belastingstelsel

De klassenstrijd is volgens Karl Marx het maatschappelijk conflict tussen de verschillende sociale klassen, die door Marx ieder werden gedefinieerd vanuit hun economische positie in de samenleving.
De klassenstrijd is een fundamenteel concept binnen de marxistische maatschappijkritiek. Dit economische conflictmodel vormt niet alleen de grondslag van het marxisme, de maatschappelijke theorie van Karl Marx, maar werd ook opgenomen in het ideologische gedachtegoed van de bewegingen van het socialisme en het anarchisme.

## Definitie van klasse
Karl Marx en Friedrich Engels schreven in hun Communistisch Manifest van 1848: de geschreven geschiedenis van iedere maatschappij tot op heden, is de geschiedenis van de klassenstrijd. Overigens zijn zij niet de uitvinders van het concept, zoals Marx zelf in 1852 in een brief aan J. Weydemeyer schreef; het is ook bij eerdere liberale geschiedschrijvers als Guizot te vinden.
Marx' definitie van klasse heeft niets van doen met erfelijke kasten, maar is ook niet geheel gelijk aan de sociale klassen volgens de sociologische indeling naar inkomen of welvaart (onderklasse, middenklasse en bovenklasse). In plaats daarvan beschrijft Marx een economische klasse binnen het kapitalistische systeem, waarbij lidmaatschap van een klasse afhankelijk is van iemands toegang tot productiemiddelen (kapitaal), wat ook iemands sociale status binnen het kapitalistische systeem bepaalt. Deze analyse is gebaseerd op de Engelse klassieke economen, met name Smith en Ricardo, en op het Franse utopisch socialisme van Saint-Simon.
In zijn theorie beschrijft Marx voornamelijk twee klassen, het proletariaat (de arbeidersklasse die geen toegang heeft tot het kapitaal) en de bourgeoisie (de kapitalistische klasse); maar hij kent ook andere klassen zoals het kleinburgerschap (kleine zelfstandigen) dat kenmerken van zowel het proletariaat als de bourgeoisie vertoont, en het lompenproletariaat (langdurig werklozen) dat uit het economisch onproductieve deel van de arbeidersklasse bestaat.
Deze verdeling in twee klassen moet niet zozeer als een empirische observatie van Marx gezien worden: hij erkende in verscheidene werken het bestaan van andere klassen als de boeren en de middenstand. Een klasse is een politiek project: de verschillende uitgebuite groepen binnen het kapitalisme moeten zich verenigen om hun bevrijding te bewerkstelligen. Door haar organisatie van de arbeid (geconcentreerd in de steden) is het kapitalisme het eerste economische systeem dat deze vereniging mogelijk maakt.

## Het ontstaan van de klassenstrijd volgens Marx
Volgens Marx is het uitgangspunt voor de klassenstrijd het economische belang van het kapitaal om een zo gunstig mogelijke verhouding tussen totale arbeidstijd en de vergoede arbeidstijd van de werknemers te bereiken. Meerwaarde ontstaat uit het verschil tussen de door arbeiders geproduceerde waarde (die eigendom is van de kapitalisten als bezitters van de gebruikte productiemiddelen) en het hun uitbetaalde loon. Hieruit ontstaat de voortdurende neiging van de kapitalisten om meerwaarde te vergroten door het arbeidsloon te verlagen in verhouding tot de opbrengsten van de geleverde arbeid.
De eenvoudigste methode voor het verhogen van de meerwaarde is het verlengen van de arbeidsduur bij gelijkblijvend loon, zodat er een hogere absolute meerwaarde ontstaat. Deze methode stuit echter al snel op fysieke en wettelijke grenzen, waardoor de technische vooruitgang tot een hefboom in de klassenstrijd wordt: door productievere arbeid en intensievere besteding van die arbeid ontstaat een hogere relatieve meerwaarde. De technische vooruitgang beïnvloedt zowel het arbeidsproces als de productieverhoudingen.
De onderklassen worden zich er door de stijgende meerwaarde en hun eigen bestaan op de armoedegrens bewust van dat ze uitgebuit worden, eisen een deel van de door hun geschapen meerwaarde, en starten een gemeenschappelijke politieke actie om dit te bereiken. De bovenklassen, als bestuurders van de juridische, politieke en economische bovenbouw, zijn op hun beurt niet bereid om verregaande concessies te doen.
Volgens Marx kan een zulke situatie tot niets anders leiden dan tot een voortdurende strijd tussen de tot arbeidersklasse vereende onderklassen met hun wens naar verandering van de productieverhoudingen en de kapitalistische bovenklassen met hun wens de status quo te behouden.

## Einde van de klassenstrijd
Marx en Engels dachten dat de productiekrachten zouden evolueren tot op een punt waar de groei werd gestopt door de productieverhoudingen en dat dit zou leiden tot een conflict tussen het proletariaat en de bourgeoisie. Uiteindelijk zou de proletarische revolutie een nieuwe historische situatie tot stand brengen: een klassenloze maatschappij waarin het conflict tussen productiemiddelen en productieverhoudingen niet langer bestaat.

## Kritiek
De Engelse liberaal-socialistische filosoof Bertrand Russell was van mening dat de klassenstrijd, de afgunst tussen de klassen, niet de basis van het socialisme mocht zijn. Russell streefde naar een voluntaristisch socialisme, dat moest ontstaan door samenwerking van de verschillende klassen binnen het kapitalisme.
Ludwig von Mises argumenteert dat in de doctrine van de klassenstrijd de leden van een kapitalistische maatschappij geclassificeerd worden naar de sociale verdeling van arbeid en kapitaal, maar vervolgens worden deze klassen gecorreleerd met de kasten van een statusmaatschappij en worden eigenschappen van dit kastensysteem getransponeerd naar het klassensysteem; dit is een logische fout (non sequitur).

## Klassenstrijd en hedendaagse politiek
- De Parti Socialiste (België) vermeldt in artikel 1 van haar statuten als doel het organiseren van alle socialistische krachten binnen Wallonië en Brussel in de klassenstrijd.[3]